# Bridgette Andersen
Bridget Marriah Andersen (Inglewood, California, 11 de julio de 1975-Los Ángeles, California, 18 de mayo de 1997) fue una actriz y modelo estadounidense. Fue conocida por protagonizar la película Savannah Smiles en 1982, por la que recibió su primera de cuatro nominaciones en los premios Young Artist.

## Biografía y vida personal
En Inglewood, California, Bridget Marriah Andersen nació el 11 de julio de 1975, hija de Frank y Teresa Andersen. En abril de 1982, vivía en Malibú, California, con sus padres, su hermana menor Angélica, y dos hermanos. Cuando era niña, Angélica apareció en anuncios televisivos de Bank of America y Mervyn's. 
Andersen, lectora desde los dos años y medio, según el Havre Daily News, tenía, a sus seis años, "un coeficiente intelectual asombroso". Su autor favorito era Ernest Hemingway, y su libro favorito era El viejo y el mar. Fanática de las series de televisión Diff'rent Strokes y Silver Spoons, decidió dedicarse a la actuación y también aspiraba a producir y dirigir películas.

## Carrera
Durante una entrevista de febrero de 1983 con Johnny Carson en su programa nocturno, Andersen contó una anécdota familiar sobre ella tratando de subirse al televisor y jugar con Our Gang ("The Little Rascals") cuando tenía dos años. Su padre vio lo que estaba haciendo, la cogió en brazos, y le enseñó sobre actores y actuación, después de lo cual consiguió un agente de talentos y comenzó a actuar. Pasó tres años modelando y actuando en anuncios de televisión. También apareció en programas de televisión como King's Crossing y Washington Mistress.
En 1982, Andersen interpretó a Savannah Driscoll en la película Savannah Smiles. El escritor y coprotagonista Mark Miller se inspiró en  —y escribió el papel para— su hija, Savannah Miller. Sin embargo, cuando la película estuvo lista para rodarse, Miller era demasiado mayor para el papel a los once años, por lo que Mark Miller audicionó a casi 150 niños antes de descubrir y elegir a Andersen para el papel. En una entrevista contemporánea, Andersen opinó que ella y el personaje de Driscoll eran "como gemelos. Hacemos las mismas cosas". Según The Cumberland Times, solo tres meses después del estreno de Savannah Smiles, Miller ya estaba escribiendo otro guion protagonizado por Andersen. 
Ese mismo año, Andersen interpretó a Mae West, de seis años, en la película biográfica para televisión, Mae West. En 1983, Andersen explicó que prefería trabajar mejor en películas que en televisión porque le daban más cosas que hacer. Durante 1983 y 1984 de The Mississippi, Anderson fue nominada a un premio Young Artist ("Mejor actriz joven - Invitada en una serie de televisión") por su trabajo en ella. Andersen pasó a protagonizar la comedia de corta duración de CBS, Gun Shy; interpretó a Celia, una de los dos niños ganados en un juego de cartas por Russell Donovan de Barry Van Dyke.

## Muerte y legado
Andersen murió de una sobredosis de heroína  en Los Ángeles, California, el 18 de mayo de 1997, a la edad de 21 años.
En 2015, la actriz Amber Tamblyn publicó su tercer libro de poesía, Dark Sparkler, "que incluye elegías a actrices fallecidas, tanto legendarias como desconocidas, todas ellas que sufrieron muertes prematuras". Andersen es la protagonista de uno de esos poemas, al igual que la actriz de cine pornográfico Shannon Michelle Wilsey (1970-1994), cuyo nombre artístico "Savannah" deriva de su película favorita: Savannah Smiles de Andersen. El poema de Wilsey está escrito como "un metapoema, donde escribe para Bridgette Andersen y le dice que son iguales". 
Cuando MVD Entertainment Group publicó Savannah Smiles en DVD en 2018 como parte de su colección MVD Rewind, entre los materiales adicionales incluidos había "un featurette sobre los recuerdos de Andersen".

## Filmografía
| Año  | Título               | Papel             | Notas |
| ---- | -------------------- | ----------------- | ----- |
| 1982 | Savannah Smiles      | Savannah Driscoll | [ 1 ] |
| 1983 | Nightmares           | Brooke Houston    | [ 2 ] |
| 1985 | A Summer to Remember | Jill              | [ 2 ] |
| 1985 | Fever Pitch          | Amy Taggart       | [ 3 ] |
| 1987 | Too Much             | Suzy              | [ 2 ] |

| Año  | Título                           | Papel             | Episodio(s)            | Notas |
| ---- | -------------------------------- | ----------------- | ---------------------- | ----- |
| 1982 | Washington Mistress              | Jenny Reynolds    |                        | [ 2 ] |
| 1982 | King's Crossing                  |                   |                        | [ 4 ] |
| 1982 | Mae West                         | Mae West (6 años) | Película de televisión | [ 4 ] |
| 1983 | Gun Shy                          | Celia             | 6 episodios            | [ 5 ] |
| 1983 | Faerie Tale Theatre              | Gretel            | 1 episodio             | [ 6 ] |
| 1984 | Remington Steele                 | Angel             | 1 episodio             | [ 7 ] |
| 1984 | The Return of Marcus Welby, M.D. | Alison Lattimer   | Película de televisión | [ 2 ] |
| 1986 | The Golden Girls                 | Charley           | 1 episodio             | [ 7 ] |
| 1986 | Between Two Women                | Kate Petherton    | Película de televisión | [ 2 ] |
| 1986 | The Parent Trap II               | Mary Grand        | Película de televisión | [ 8 ] |
| 1987 | CBS Summer Playhouse             | Jamie Wilde       | 1 episodio             | [ 2 ] |

## Nominaciones a premios
| Años    | Premios                                | Categoría                                                                          | Título de la obra    | Resultado |
| ------- | -------------------------------------- | ---------------------------------------------------------------------------------- | -------------------- | --------- |
| 1981-82 | IV Premios Young Artist                | Mejor Actriz Joven de Película                                                     | Savannah Smiles      | Nominada  |
| 1982-83 | V Premios Young Artist                 | Mejor Actriz Joven en una Serie de Comedia                                         | Gun Shy              | Nominada  |
| 1983-84 | VI edición de los Premios Young Artist | Mejor Actriz Joven Invitada en una Serie de Televisión                             | The Mississippi      | Nominada  |
| 1984-85 | VII Premios Young Artist               | Actuación excepcional de una actriz joven en un especial de televisión o miniserie | A Summer to Remember | Nominada  |